# تپه خرمن یری ۲
تپه خرمن یری ۲ مربوط به سده‌های اولیه دوران‌های تاریخی پس از اسلام است و در شهرستان بوئین‌زهرا، بخش آبگرم، روستای یمق واقع شده و این اثر در تاریخ ۲۵ خرداد ۱۳۸۱ با شمارهٔ ثبت ۵۷۴۰ به‌عنوان یکی از آثار ملی ایران به ثبت رسیده است.